# O Dia Que Durou 21 Anos
O Dia que Durou 21 Anos é um documentário brasileiro, dirigido por Camilo Galli Tavares (Cidade do México, 1971), sobre a participação do governo dos Estados Unidos na preparação, desde 1962, do golpe de estado de 1964, no Brasil.
O filme tem como ponto de partida a crise provocada pela renúncia do presidente Jânio Quadros, em agosto de 1961, e prossegue até o ano de 1969, com o sequestro do então embaixador dos Estados Unidos no Brasil, Charles Burke Elbrick, por grupos armados. Em troca de sua libertação, 15 presos políticos são soltos e posteriormente banidos do país. Um deles, o jornalista Flávio Tavares, 27 meses depois de se radicar na Cidade do México, seria pai de Camilo, o cineasta cujo nome é uma homenagem ao padre católico e guerrilheiro colombiano Camilo Torres, morto em 1966.
O Dia que Durou 21 Anos produzido pela PEQUI FILMES estreou nos cinemas brasileiros em 29 de março de 2013 e teve também uma versão para televisão, exibida anteriormente, dividida em três episódios de 26 minutos cada.

## Concepção do filme e base documental
Inicialmente, o filme fora concebido para contar a história do pai do diretor, o jornalista Flávio Tavares, militante da oposição ao regime militar de 1964. Porém, ao ter notícia da existência de um fabuloso acervo documental sobre a deposição do presidente João Goulart que os Estados Unidos vêm franqueando ao público desde os anos 1970, Camilo Tavares mudou seus planos e decidiu abordar a participação do governo norte-americano na conspiração que resultou em uma ditadura de 21 anos (1964 a 1985) no Brasil.
O diretor se beneficiou de três volumosos pacotes de documentos, com divulgação autorizada pelo governo dos Estados Unidos, sendo que uma parte fora obtida pelo repórter Marcos Sá Corrêa e condensada no seu livro 1964 Visto e Comentado pela Casa Branca, de 1977. Havia também as gravações sonoras, liberadas para o público em 1999, pela Biblioteca Presidencial Lyndon Baines Johnson, e os papéis e áudios difundidos em 2004 pela organização não governamental National Security Archive. Além disso, o cineasta buscou mais informações em outras bibliotecas que conservam a memória de dois presidentes norte-americanos – John Kennedy (1961-1963) e Lyndon Johnson (1963-1969) – e em emissoras de televisão dos Estados Unidos.

## Enredo

O embaixador Lincoln Gordon em 1964, em foto do Arquivo Nacional

Após um fragmento de uma entrevista filmada do professor de Harvard e embaixador norte-americano no Brasil Lincoln Gordon, Peter Kornbluh - Coordenador do National Security Archives dos EUA explica terem sido revelados relatórios confidenciais que contam, minuto a minuto, hora a hora, a estratégia americana em relação ao golpe militar de 31 de março de 1964 no Brasil até o momento que o presidente João Goulart deixou o país, em 2 de abril de 1964. A seguir ele e os historiadores Carlos Fico (professor da UFRJ) e James Green (da Brown University) contam que o diplomata viera ao Brasil no governo Jânio Quadros, por falar um pouco de português, com a missão de impedir que o governo "guinasse para a esquerda". Numa fita gravada, o presidente Kennedy indaga a Gordon sobre Goulart e ouve que ele, se tivesse poderes, agiria como um ditador como Peron ou algo assim. Nesse momento, havia muita tensão no campo com as reivindicações das ligas camponesas e o governador do Rio Grande do Sul, Leonel Brizola, desapropria 20.000 hectares em Sarandi para distribuir naquela região, enquanto Goulart propõe a alteração constitucional para instaurar a reforma agrária. Plínio de Arruda Sampaio, ex-deputado federal, conta que foi designado o relator para esse projeto. Imediatamente, Gordon escreve um relatório dizendo concluir que a "reforma agrária" pretende transformar o país numa nova Cuba de Fidel Castro. Nesse contexto, duas companhias americanas, a I.T.T. (telecomunicações) e a Amforp (energia elétrica), são nacionalizadas por Brizola e numa outra mensagem, Gordon classifica isso como "inaceitável".Plínio Arruda argumenta que as companhias estavam em fase de renovação de concessões e apresentavam problemas seríssimos de execução e que foram nacionalizadas por dever ao Estado brasileiro, e não o contrário. Goulart aparece num discurso da ONU em 1962 justificando as nacionalizações contra os "lucros excessivos" e o deputado Bocaiuva Cunha, líder do governo, aparece na televisão afirmando que uma invasão americana em Cuba levaria a que os brasileiros apoiassem Castro. Num novo relatório, Gordon sugere um convite ao presidente do Brasil para que visitasse a Base da Força Aérea de Offutt, em Nebrasca, o que é acatado por Kennedy. A visita ocorreu em 3 de abril de 1962. Em outra fita gravada, Gordon sugere a Kennedy o afastamento de Goulart e o historiador Green diz que o presidente americano autorizara a conspiração com pessoas que quisessem a deposição do presidente brasileiro. Em outra fita gravada, Gordon pede a ajuda financeira para auxiliar opositores de Goulart na campanha presidencial de 1965 e sugere fazer isso através do IPES - Instituto de Pesquisas e Estudos Sociais. A jornalista Denise Assis afirma que a partir daí, o IPES produzia "propaganda política" para fazer com que a população brasileira aceitasse o golpe de estado. Plínio de Arruda fala ainda do Instituto Brasileiro de Ação Democrática - IBAD, que causara suspeitas na campanha eleitoral de 1962 de ter suas ações patrocinadas pela embaixada americana. O caso fora investigado por uma CPI - Comissão Parlamentar de Inquérito. Após a morte de Kennedy, o novo presidente Johnson continua a política hostil contra Goulart e afirma numa fita gravada que o presidente pretende estar no comando de um regime comunista. Em 13 de março de 1964, com o Discurso da Central do Brasil a favor das Reformas de Base, muitos militares se diziam temerosos pela instauração de um regime comunista e o Assessor Aeronáutico da Presidência do Governo, Hernani Fittipaldi, afirma que ali o presidente "virou comunista" pelo fato de que todos a quem o povo apoiava eram chamados dessa forma. Nesse ponto Green e Kornbluh destacam o papel do adido militar Vernon Walters que conhecia todos os militares e trazia para a conspiração contra Goulart aqueles mais próximos dos interesses americanos. Foi ele quem escolheu Castelo Branco como um dos líderes do movimento. Já Gordon pede ao governo americano que seja enviada uma frota naval para a costa brasileira, para apoiar o golpe de Estado. Numa fita gravada em 31 de março, o presidente Johnson fica sabendo da saída de uma força-tarefa naval das Antilhas para o litoral de Santos ("Operação Brother Sam"). Era composta de um porta-aviões, quatro contratorpedeiros e cruzadores de apoio, além de navios petroleiros. Segundo Kornbluh, era a "Democracia do Canhão" que fora utilizada no passado pelos norte-americanos para derrubarem governos em pequenos países e que agora Gordon queria usar no Brasil. Ao contrário do que esperavam os conspiradores, a ação foi rápida e Ranieri Mazzilli, presidente da Câmara, foi empossado presidente. Os Estados Unidos, sob a recomendação de Gordon, reconheceram o novo governo em 2 de abril de 1964, quando Goulart ainda estava no Rio Grande do Sul. Na parte final, várias pessoas que apoiaram o golpe mostram desencanto com os sucessivos "Atos Institucionais" e o historiador Fico afirma que a "Linha Dura" militar assumiu o governo em 1964. Não obstante, os Estados Unidos continuaram a apoiar o novo regime, o que resultou em um sentimento crescente de antiamericanismo.

## Prêmios
- St Tropez International Film Festival (França) Melhor Documentário Estrangeiro[carece de fontes?]
- 22° Arizona International Film Festival (EUA) Prêmio Especial do Júri[carece de fontes?]
- 29° Long Island Film Festival  (EUA) Prêmio Especial do Júri[carece de fontes?]
- Melhor Documentário Brasileiro 2013 - APCA (Associação Paulista dos Críticos de Arte)